# František Fajtl
František Fajtl (ur. 20 sierpnia 1912 w Donínie, zm. 4 października 2006 w Pradze) – czechosłowacki lotnik wojskowy latający w lotnictwie brytyjskim i radzieckim w okresu II wojny światowej.

## Życiorys
Urodził się w Donínie (Powiat Louny) jako syn murarza, Františka Fajtla i jego małżonki Marie. Ukończył akademię biznesową.
W październiku 1932 został powołany do służby wojskowej. Po zajęciu Czechosłowacji przez Niemców, w czerwcu 1939 zbiegł do Polski. Po wybuchu II wojny światowej początkowo latał jako pilot myśliwski w kampanii francuskiej. Pod koniec kampanii dostał się drogą morską do Wielkiej Brytanii, kontynuującej walkę z Niemcami. W Wielkiej Brytanii wchodził do czechosłowackiego 310 Dywizjonu Myśliwskiego, w końcu września został przekazany do brytyjskiego 17 Dywizjonu Myśliwskiego. W dywizjonie tym służył do maja 1942 roku. W maju 1942 roku został zestrzelony we Francji, ale z pomocą francuskiego ruchu oporu i czeskich rodaków, udało mu się przez Paryż, Vichy i Hiszpanię wrócić do Wielkiej Brytanii. Od jesieni 1943 roku był dowódcą (w stopniu Wing Commander, odpowiednik podpułkownika) czechosłowackiego 313 Dywizjonu Myśliwskiego.
W związku z organizowaniem lotnictwa czechosłowackiego na terenie ZSRR, w dniu 21 lutego 1944 roku w grupie 20 ochotników udał się do ZSRR, gdzie po przeszkoleniu na samolotach Ła-5, został dowódcą czechosłowackiej 128. samodzielnej eskadry myśliwskiej. W czasie słowackiego powstania narodowego był w 1 Pułku Myśliwskim, w okresie wrzesień – październik 1944 roku walczył na terenie Republiki Słowackiej. W związku z upadkiem powstania, pułk powrócił na lotnisko w Stryju. Do zakończenia wojny brał udział w walkach na południu Polski i na terenie Czechosłowacji.
Po wojnie urlopowany, a następnie w listopadzie 1949 roku zwolniony z wojska. W 1950 został aresztowany przez komunistów i spędził 17 miesięcy w więzieniu w Mírovie. Po wyjściu z więzienia mieszkał na wsi. Formalnie rehabilitowany w 1968. W 2002 roku otrzymał stopień generała porucznika.

## Odznaczenia
- Order Lwa Białego III klasy (2004)[1]
- Krzyż Wojenny Czechosłowacki 1939
- Order Czerwonego Sztandaru
- Order Czerwonej Gwiazdy
- Czechosłowacki Medal za Odwagę w Obliczu Nieprzyjaciela
- Czechosłowacki Medal Wojskowy „Za Zasługi” I stopnia
- Czechosłowacki Wojskowy Medal Pamiątkowy z okuciami „F”, „WB” i „ZSRR”
- Krzyż Wybitnej Służby Lotniczej
- Gwiazda za Wojnę 1939–1945 z klamrą „Battle of Britain”
- Krzyż Wojenny (Francja) z palmą
- Legia Honorowa

## Zestrzelenia
- Do 17Z – 2 października 1940
- Do 215B – 24 października 1940
- Do 17Z-3 – 13 listopada 1940 (uszkodzony)
- Bf 109E – 10 kwietnia 1942 (uszkodzony)
- Bf 109 – 12 kwietnia 1942
- Bf 109 – 5 maja 1942